# 숭어국
숭어국은 숭어와 후추로 만든 다양한 국 또는 한국 수프이다. 소금, 다진 마늘, 생강즙, 다진 파로 간을 한 맑은 국물이 있다.
예로부터 평양, 청산, 안주, 강소, 룡강, 청주, 가산, 순천, 철산, 의주 등에서 잡히는 숭어는 맛이 좋기로 유명했다. 특히 숭어가 풍부한 대동강에서 나는 것들이 유명했다.
국 요리는 북한의 수도 평양 요리의 대표적인 요리로, 국을 '대동강의 숭어 숭어 국'이라는 뜻의 대동강 순어국이라고 부른다. 평양을 방문하는 귀빈들에게 "숭어국은 어땠느냐"는 질문에 답례로 내놓는 음식이다. 평양에서 귀국하는 사람들을 맞이할 때 흔히 사용한다.

## 한식에서의 역할
숭어는 조선시대 어류학서 자산어보(玆山魚譜)에 맛과 영양가가 뛰어난 생선으로 언급되어 있다. 숭어는 구이, 찜, 찌개, 국수, 전과 회 등 다양한 요리에 사용된다. 숭어찜과 같은 숭어 요리는 특별한 날에 제공된다. 납작한 숭어의 맛은 계절에 따라 조금씩 다르다. 봄과 겨울에 잡히는 숭어는 맛이 달고, 여름 숭어는 맛이 없고, 가을 숭어는 기름지고 구수한 맛이 난다.

## 준비
숭어의 비늘, 머리, 내장, 지느러미를 제거한다. 생선은 깨끗이 씻은 후 5cm 크기로 썬다. 필레와 후추를 끓는 물이 담긴 냄비에 넣고 국물에서 거품을 걷어낸다. 숭어가 익으면 소금, 다진 마늘, 생강즙으로 간을 한다. 수프는 다진 파 또는 때때로 실란트로와 함께 장식된 그릇에 제공된다.

## 같이 보기
- 매운탕
- 냉면
- 한국의 향토음식